# Humuya
Humuya es un municipio del departamento de Comayagua en la República de Honduras.

## Toponimia
El municipio recibe su nombre por estar ubicado cerca de las riveras del río Humuya, el cual divide los departamentos de la Paz y Comayagua. Humuya, viene de Omoyan (lengua mesoamericana), que significa «lugar de dos aguas».

## Geografía
Humuya está ubicado en la parte superior de la 'cola' del departamento de Comayagua, pero no en la punta. Está rodeado por tres cerros: Cerro Naranjo, Cerro El Cacalote y Los Cerritos. El municipio cuenta con aguas termales provenientes de la raíz de un volcán inactivo, que le da al agua caliente un olor a azufre. Está cerca del río Humuya y del cerro Guapinol.

### Límites
| Orientación | Límite                                |
| ----------- | ------------------------------------- |
| Noroeste    | Municipio de La Paz, La Paz           |
| Noreste     | Municipio de Cane, La Paz             |
| Sur         | Municipio de Lamaní, Comayagua        |
| Este        | Municipio de San Sebastián, Comayagua |
| Oeste       | Municipio de San Sebastián, Comayagua |

La cabecera municipal, Humuya, se localiza aproximadamente entre la punta noreste y el centro del municipio.

## Historia
En los inicios era un pueblo de nativos encomendados por Francisco Vargas, con 24 tributarios. Tuvo el nombre de Tambla, que se dice que en dialecto mexicano quiere decir "abundancia de maíz seco". Hasta el 26 de enero de 1897 la aldea de Tambla fue convertida en el municipio de Humuya.

## Educación
Para la educación, este municipio cuenta con 2 centros de educación, 2 jardines de niños y 4 centros de educación primaria.

## Economía
Su principal actividad económica es la agricultura y ganadería, cultivando granos básicos como: maíz, frijoles y maicillo. Así como la comercialización de papaya, siembra de sandías y tomate. La ganadería principal de este municipio son mayormente los bovinos, los equinos, los porcinos y los pollos.
Para el transporte, este municipio usa principalmente autobuses y automóviles.

### Turismo
Humuya cuenta con pilas de aguas termales, que llegan al río Moloa. El río Humuya atrae a turistas en verano, contando con dos pozas: La bruja y El paso de lila. Ubicada aproximadamente a 10 km al sur se halla la Cueva el Guapinol.

## Cultura
Su feria patronal se celebra del 1-4 de febrero, celebrando con actos religiosos el 2 de febrero, "día de La Virgen de Candelaria y San Blas", y el 3 de febrero, día de La Virgen De Suyapa. En Semana Santa se realizan de procesiones, en mayo es la celebración de las flores en honor a la Virgen María y en diciembre se hacen las Posadas y elaboran Luminarias.

## División política
- Aldeas: 3 (2013).
- Caseríos: 22 (2013).

| Código administrativo | Aldea        |
| --------------------- | ------------ |
| 030501                | El Repasto   |
| 030502                | El Junquillo |
| 030503                | Travesía     |